# 大谷中学校・高等学校 (大阪府)
大谷中学校・高等学校（おおたにちゅうがっこう・こうとうがっこう）は、大阪府大阪市阿倍野区にある私立の女子中学校・高等学校である。通称は「大谷」。

## 概要
中高一貫校として真宗大谷派を建学の理念に女子教育を実践する。かつては高校で外部募集しない完全中高一貫校であった。2019年に3か年課程を併設して高校時点で生徒を募集している。
教科教育のほかに情報教育や国際理解教育に注力している。本校のほか帝塚山に帝塚山学舎を持ち、勉強合宿やクラブ活動などで活用する。

## 沿革
創設者で僧侶の左藤了秀が、1909年に大阪難波別院（南御堂）内に大谷裁縫女学校を設立し、1911年に大谷女学校と改称した。
1920年に御堂筋の拡張計画が発表されて学校敷地が御堂筋の拡張用地となった。このため現在地に用地を確保して移転した。
大谷女学校の志願者が増加し、1924年に高等女学校令による大谷高等女学校を現在地に開設し、のちに現在の大谷中学校・高等学校となる。従来の大谷女学校は大谷高等女学校と並立して存続し、現在の東大谷高等学校となる。
学制改革により、1947年に新制大谷中学校、1948年に新制大谷高等学校、それぞれへ改編された。

### 年表
- 1909年 - 大谷裁縫女学校が、大阪・南御堂の難波別院内に開校
- 1924年 - 大谷高等女学校を現在地に設置
- 1948年 - 新制大谷中学校・高等学校となる
- 1986年 - 特進コース設定
- 1988年 - 帝塚山学舎（記念館）竣工
- 2000年 - 医進コース設定
- 2004年 - 英語コース設定
- 2011年 - 英語コースが特進Iコースに、特進コースが特進IIコースに変更
- 2015年 - 医進コース・特進コース・凛花コースに再編
- 2019年 - 高等学校3か年課程設置

## 著名な出身者
- 三林京子 - 女優
- 瀬尾まいこ - 作家
- 中村カンナ - 声優
- 比嘉久美子 - 声優
- 神野由佳 - ショートトラックスピードスケート選手
- 伏見知何子 - スキー選手
- さぁさ - シンガーソングライター
- 大原由子 - 競艇選手
- 中田理奈 - NHK契約キャスター

## 関係者
- 左藤義詮 - 学校法人大谷学園理事長、学園長（二代目）。大阪府知事、防衛庁長官。
- 左藤恵 - 学校法人大谷学園前理事長、学園長（四代目）。衆議院議員、国土庁長官、郵政大臣、法務大臣。

## 交通
- 南海本線・高野線・Osaka Metro堺筋線 天下茶屋駅 北東へ約1km。
- 阪堺電気軌道阪堺線 北天下茶屋停留場 北東へ約700m、または松田町停留場 東へ約500m。
- JR・Osaka Metro御堂筋線 天王寺駅、近鉄南大阪線 大阪阿部野橋駅 南西へ約1.3km。
- Osaka Metro谷町線・阪堺電気軌道上町線 阿倍野駅 南西へ約900m。
- 阪堺電気軌道上町線 松虫停留場 北東へ約800m。